# ISO 3166-2:SN
 (octobre 2009).
La norme ISO 3166-2:SN fait partie des normes ISO 3166-2 attribuées par l'Organisation internationale de normalisation (ISO) à chaque pays.
Elle s'applique aux données pour le Sénégal.

## Mise à jour
Une mise à jour de la norme ISO 3166-2 a été édictée en 2003, sous le code ISO 3166-2:2003-09-05.
Elle concerne quelques pays, dont le Sénégal, en raison de la création d'une nouvelle région, la région de Matam.

## Normes régionales
Chacune des 14 régions du Sénégal est dotée d'une norme spécifique :
- SN-DK : Région de Dakar
- SN-DB : Région de Diourbel
- SN-FK : Région de Fatick
- SN-KA : Région de Kaffrine
- SN-KL : Région de Kaolack
- SN-KE : Région de Kédougou
- SN-KD : Région de Kolda
- SN-LG : Région de Louga
- SN-MT : Région de Matam
- SN-SL : Région de Saint-Louis
- SN-SE : Région de Sédhiou
- SN-TC : Région de Tambacounda
- SN-TH : Région de Thiès
- SN-ZG : Région de Ziguinchor